# سیارک ۲۳۸۸۹
سیارک ۲۳۸۸۹ (به انگلیسی: 23889 Hermanngrassmann، نام‌گذاری: 1998SC28) بیست و سه هزار و هشتصد و هشتاد و نهمین سیارک کشف شده‌است که در ۲۶ سپتامبر ۱۹۹۸ کشف شد.
قدر مطلق سیارک برابر ۱۴٫۸ است.